# والتر جونز (لاعب كرة قدم بريطاني)
والتر جونز (بالإنجليزية: Walter Jones)‏ (4 أبريل 1925 في المملكة المتحدة - ) هو لاعب كرة قدم بريطاني في مركز نصف الجناح. لعب مع غريمسبي تاون ونادي بلاكبول ونادي دونكاستر روفرز ونادي لينفيلد ونادي يورك سيتي.